# Škrlatna lilijevka
Škrlatna lilijevka (tudi samo lilijevka, znanstveno ime Lilioceris lilii) je vrsta hrošča iz družine lepencev, izvorno razširjena po Evraziji in delu Severne Afrike ter znana predvsem po tem, da se prehranjuje z lilijami, zaradi česar ima predvsem v Severni Ameriki, kamor jo je zanesel človek, status škodljivca v nasadih teh okrasnih rastlin.

## Opis
Odrasle živali dosežejo 6–9 mm v dolžino in so živordeče barve po hrbtni strani oprsja in zadka, glava, tipalnice, trebušni deli in noge pa so črni. Zelo podobni so predstavnikom navadne lilijevke, ki je pogosta v Evropi in ima tudi vrh glave in noge živordeče.
Samica odlaga jajčeca, ki so dolga približno 1 mm in rdečkaste barve, v vrste po 2–16 na spodnjo stran listov. Ličinke so podobne golim polžem in obdane z mastno prevleko iz svojih iztrebkov, s čimer odvračajo plenilce. Po izvalitvi se trikrat levijo, nato pa zabubijo v tleh in preobrazijo v odraslo žival.
Kot ostale lilijevke tudi škrlatne proizvajajo zvok s stridulacijo – drgnjenjem posebej prirejenih telesnih delov med seboj, v konkretnem primeru drgnjenjem pokrovk ob zadek. Zvok je namenjen odvračanju plenilcev.

## Ekologija in razširjenost
Tako odrasli kot ličinke se prehranjujejo z obžiranjem vseh nadzemnih delov lilij (rod Lillium) in logaric (rod Fritillaria), našli pa so jih tudi na orjaških lilijah (Cardiocrinum giganteum) in na severnoameriških senčnicah vrste Maianthemum canadense.
Vrsta je razširjena po Evraziji in v Severni Afriki, pri čemer sklepajo, da je izvorno območje razširjenosti Vzhodna Azija, od koder izvirajo tudi lilije in ostali predstavniki rodu. Od tam naj bi se v 16. stoletju razširila v Evropo z uvozom čebulic in do 19. stoletja je bilo območje razširjenosti dvodelno – vrsta je bila prisotna v Evropi in Vzhodni Aziji, v vmesnem prostoru pa ne. Zdaj je na račun sposobnosti hitrega razširjanja prisotna v neprekinjenem pasu od Portugalske do Habarovskega kraja na ruskem daljnem vzhodu.
V sodobnem času je vrsto človek, verjetno ob trgovanju s čebulicami in rezanim cvetjem, zanesel v Severno Ameriko, pa tudi na Britansko otočje in Skandinavijo, kjer se zdaj ob odsotnosti naravnih sovražnikov intenzivno širi. V Združenem kraljestvu so jo prvič opazili leta 1940 in nekaj let kasneje še na vzhodu Kanade. Od tam se je do konca 20. stoletja razširila proti jugu na vzhodni del Združenih držav Amerike, leta 2011 pa so jo našli tudi v okolici Seattla na zahodni obali. Pri tem je vrsto ločeno opisal Thomas Say v 19. stoletju kot Lema melanocephala po primerkih iz Severne Amerike, tako da je bila vrsta tam očitno prisotna že prej. Njegov opis so ob kasnejši reviziji proglasili za sinonim škrlatne lilijevke.
Škodo povzroča predvsem v Severni Ameriki, kjer so odsotni naravni sovražniki, ki v izvornem območju razširjenosti omejujejo njeno številčnost. Zaradi hitrega razmnoževanja se lahko škrlatne lilijevke v ugodnih pogojih močno namnožijo in uničijo gojene lilije, skrbi pa vzbuja tudi njihova sposobnost prehranjevanja z avtohtonimi divjimi rastlinami, ki bi jih lahko prišlek ogrozil. Ob manjših izbruhih pridelovalci ročno pobirajo in odstranjujejo hrošče, v uporabi pa so tudi insekticidi. Poleg tega so v Združenih državah Amerike v teku poskusi z vnosom evropskih parazitoidov za biološki nadzor.